# Psycho (bài hát của Red Velvet)
"Psycho" là một bài hát của nhóm nhạc nữ Hàn Quốc Red Velvet cho album tổng hợp đầu tiên của họ The ReVe Festival: Finale, cũng đóng vai trò là phần thứ ba và là phần cuối cùng của bộ ba The ReVe Festival của nhóm. Được sáng tác bởi Andrew Scott, Cazzi Opeia và EJAE, bài hát được sắp xếp bởi Druski và nhà sản xuất SM Entertainment lâu năm Yoo Young-jin, trong khi lời bài hát Hàn Quốc được viết bởi Kenzie, người cũng đã viết lời cho các bài hát khác từ Red Velvet. Một ca khúc R & B với các yếu tố bẫy và âm trầm trong tương lai, "Psycho" kể về việc một người có mối quan hệ "kỳ lạ" đầy thăng trầm như thế nào. Cùng với video âm nhạc đi kèm, bài hát đã được phát hành dưới dạng kỹ thuật số dưới dạng đĩa đơn chính từ Finale vào ngày 23 tháng 12 năm 2019 bởi SM Entertainment.
Sau khi phát hành, "Psycho" đã nhận được những đánh giá tích cực từ các nhà phê bình âm nhạc vì sự "mượt mà và oi bức" trong một sản phẩm "ám ảnh". Bài hát là một thành công thương mại ở Hàn Quốc, đạt vị trí thứ hai trên Bảng xếp hạng kỹ thuật số Gaon trong ba tuần liên tiếp. Hơn nữa, bài hát đã đạt được thành công quốc tế, trở thành sản phẩm quán quân thứ hai của họ trên Billboard World Digital Song của Billboard, do đó san bằng kỉ lục với 2NE1 là nhóm nhạc nữ có hầu hết 10 mục hàng đầu trên bảng xếp hạng.

## Xếp hạng
| Bảng xếp hạng (2019-2020)              | Thứ hạng cao nhất |
| -------------------------------------- | ----------------- |
| Malaysia (RIM)                         | 2                 |
| New Zealand Hot Singles (RMNZ)         | 10                |
| Singapore (RIAS)                       | 1                 |
| Hàn Quốc (Gaon)                        | 2                 |
| Hàn Quốc (Kpop Hot 100)                | 2                 |
| Anh Quốc Digital (OCC)                 | 99                |
| Hoa Kỳ World Digital Songs (Billboard) | 1                 |

## Lịch sử phát hành
| Quốc gia       | Ngày                      | Định dạng                              | Nhãn             |
| -------------- | ------------------------- | -------------------------------------- | ---------------- |
| Hàn Quốc       | Ngày 23 tháng 12 năm 2019 | Tải xuống kỹ thuật số, phát trực tuyến | SM Entertainment |
| Nhiều quốc gia | Ngày 23 tháng 12 năm 2019 | Tải xuống kỹ thuật số, phát trực tuyến | SM Entertainment |